# Ferdinand Mengis
Ferdinand Mengis (* 6. März 1927 in Luzern; † 26. Oktober 2014 ebenda) war ein Schweizer Verleger, der in Visp im Kanton Wallis die Mengis Druck und Verlag AG betrieb. In der Öffentlichkeit war er besonders bekannt als Verleger und Herausgeber des Walliser Boten.
Zusammen mit Wilhelm Ziehr gründete Ferdinand Mengis den Verlag Schweizer Lexikon. 1991 bis 1993 veröffentlichten sie ein sechsbändiges Schweizer Lexikon, das 1998/99 als zwölfbändige Taschenbuchausgabe in neuer Auflage nochmals publiziert wurde. Das Lexikon enthält etwa 85'000 Artikel von 2300 Autoren.
Darüber hinaus prägte Ferdinand Mengis über die örtliche Öffentlichkeit hinaus das Veröffentlichungs- und Druckgeschehen in Wallis, sodass er als Mitbesitzer des Rotten Verlages in 40 Jahren die Herausgabe von über 300 Büchern ermöglichte.
Sein in dritter Generation geführtes Unternehmen beschäftigt mehr als 230 Mitarbeitende in der größten Druckerei des Oberwallis (Stand 2014).